# 제6회 세자르상
제6회 세자르상의 시상식에 관한 내용이다. 1980년 최고의 프랑스 영화에 수여되는 시상식이다. 이 행사는 이브 몽탕이 의장을 맡았고 피에르 체르니아가 사회를 맡았다. 마지막 지하철이 작품상을 수상했다.

## 수상 및 후보

### 작품상
- 마지막 지하철 - 프랑수아 트뤼포 수상

### 감독상
- 프랑수아 트뤼포 - 마지막 지하철

### 남우주연상
- 제라르 드파르디외 - 마지막 지하철

### 여우주연상
- 카트린 드뇌브 - 마지막 지하철

## 같이 보기
- 제53회 아카데미상
- 제34회 영국 아카데미 영화상